# Castello di Sasayama
Il castello di Sasayama  (篠山城?, Sasayama-jō) fu costruito nel 1609 per volontà di Tokugawa Ieyasu.

## Storia
Nell'ambito del suo progetto di rafforzamento della sua influenza sul Giappone occidentale, Tokugawa Ieyasu ordinò che sull'isolata collina di Sasayama fosse costruito l'omonimo castello che gli avrebbe permesso il controllo delle vie di comunicazione della regione del San'indō.
La progettazione dell'edificio fu affidata a Tōdō Takatora e realizzata grazie al patronato della famiglia Toyotomi e di 20 signori mobilitati da 15 provincie del San'indō, del San'yōdō e del Nankaidō (corrispondenti grossomodo al Kansai, al Chūgoku ed all'isola di Shikoku).
Grazie alla mobilitazione di queste ingenti risorse, il castello venne realizzato in meno di un anno.
Il castello fu residenza di quattro famiglie di fudai daimyō che si succedettero come signori del castello.
Distrutto da bombe incendiarie statunitense durante il secondo conflitto mondiale, è stato ricostruito, solo nelle parti che presentavano una documentazione fotografica e progettuale nel 2000.